# Kalkere, Piriyapatna
Kalkere là một làng thuộc tehsil Piriyapatna, huyện Mysore, bang Karnataka, Ấn Độ.